# (23475) Nakazawa
(23475) Nakazawa est un astéroïde de la ceinture principale découvert en 1990.

## Description
(23475) Nakazawa a été découvert le 13 novembre 1990 à l'observatoire de Kitami, situé à l'est d'Hokkaidō (Japon), par Kin Endate et Kazuro Watanabe.

### Caractéristiques orbitales
L'orbite de cet astéroïde est caractérisée par un demi-grand axe de 2,67 UA, un périhélie de 2,14 UA, une excentricité de 0,20 et une inclinaison de 4,66° par rapport à l'écliptique. Du fait de ces caractéristiques, à savoir un demi-grand axe compris entre 2 et 3,2 UA et un périhélie supérieur à 1,666 UA, il est classé, selon la JPL Small-Body Database, comme objet de la ceinture principale.

### Caractéristiques physiques
(23475) Nakazawa a une magnitude absolue (H) de 14,1 et un albédo estimé à 0,219.